# William Wollaston
För andra betydelser, se William Wollaston (olika betydelser).
William Wollaston, född 26 mars 1659, död 29 oktober 1724, var en engelsk författare och filosof. Han är idag ihågkommen för en bok som han skrev klart blott två år innan sin död: The Religion of Nature Delineated (första utgåvan 1722, andra utgåvan 1724).

## Biografi
Wollaston föddes i Coton-Clanford, Staffordshire i en väletablerad familj i området som var avlägset släkt med Sir John Wollaston, den dåvarande borgmästaren i London. Först vid 10 års ålder inledde han sina studier vid den nyöppnade Latinskolan i Shenstone, Staffordshire och blev så småningom intagen till Sidney Sussex College i Cambridge (1674).
När han lämnade Cambridge 1681 blev han anställd lärare vid Birminghams grundskola. Kort därefter blev han också präst. 1688 ärvde han en förmögenhet av en farbror och i november samma år så bosatte han sig i London. Ett år senare, den 26 november gifte han sig med Catharine Charlton och fick med henne elva barn, varav fyra dog under hans livstid. Paret levde lyckliga tillsammans i 30 år innan Catharine slutligen dog den 21 juli 1720.
Wollaston ägnade sitt liv i London åt studerandet av filosofi utanför akademin. Han lämnade sällan staden och tackade alltid nej till alla jobberbjudanden han fick. Han skrev mycket om språk, filosofi, religion och historia under sitt liv men brände de flesta av texterna när han blev sjukare och var rädd att han inte skulle hinna bli färdig eller nöjd med dem. 
Utöver Religion of Nature Delineated publicerade Wollaston också en mindre bok anonymt år 1691. Den hette On the Design of the Book of Ecclesiastes, or the Unreasonableness of Men's Restless Contention for the Present Enjoyments och var skriven i form av en dikt.
Wollaston led av dålig hälsa under hela sin levnadstid. Precis efter att ha skrivit klart boken The Religion of Nature Delineated bröt han sin arm i en olycka och förlorade mycket av sin styrka kort därefter. Till slut blev han för sjuk och avled den 29 oktober 1724. Hans kvarlevor bars sedan till Great Finborough i Suffolk där han blev begraven vid sin frus sida.

## Religion of Nature Delineated
Wollastons Religion of Nature var en av de mest populära filosofiska verken under sin tid. Bokens avsikt var huvudsakligen att besvara två frågor, först den om huruvida det existerar någonting som kan kallas för en naturlig religion, samt vad detta är i så fall. Wollaston inleder verket med antagandet att religionen och moralen är desamma. Han försöker sedan visa hur religionen i själva verket är "strävandet efter lycka genom praktiserandet av sanning och förnuft" och menade således att det moralisk onda var detsamma som en förnekelse av en sann proposition i praktiken. Moralisk godhet, i sin tur var alltså en bekräftelse av den.